# NGC 326
NGC 326 es una galaxia elíptica de la constelación de Piscis. 
Fue descubierta el 24 de agosto de 1865 por el astrónomo Heinrich Louis d'Arrest.